# Dohoda o neútočení na Korejském poloostrově

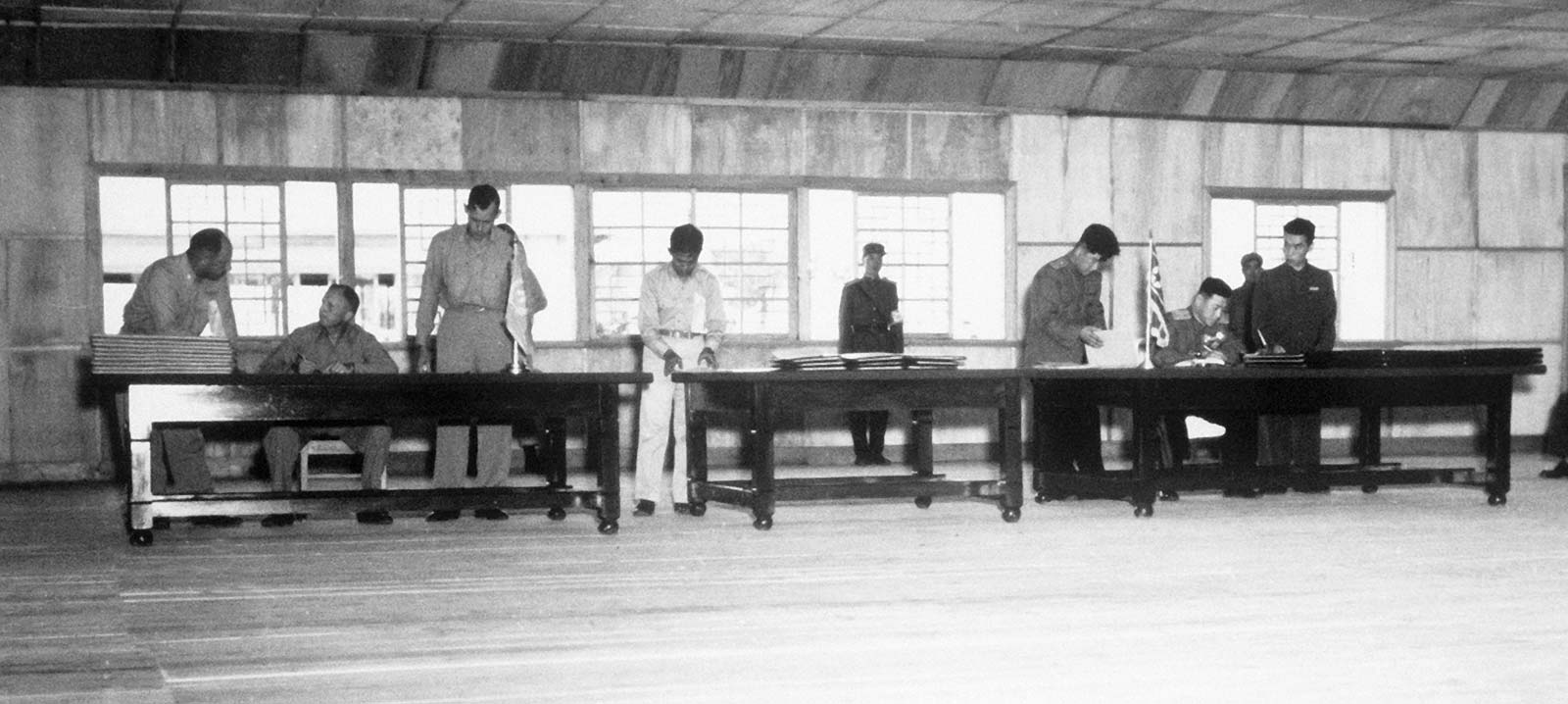
Zástupci obou stran podepisují dohodu v červenci 1953 v Pchanmundžomu

Dohoda o neútočení na Korejském poloostrově (korejsky 휴전 협정) znamenala potvrzení příměří mezi Severní a Jižní Koreou. Podepsána byla 27. července 1953 v Pchanmundžomu (na hranici mezi oběma rodícími se státy) mezi zástupcem severokorejské a Čínské dobrovolnické armády armády (generál Nam Il) a společného velitelství jednotek OSN (generálplukovník William Kelly Harrison, Jr.). Dokument tak fakticky ukončil tři roky trvající Korejskou válku.
Dohoda byla uzavřena po dlouhém jednání mezi oběma stranami, která však byla uspíšena až po Stalinově smrti na jaře 1953. Dlouhodobě vyjednávání finálního textu provázely komplikace, spojené především s otázkou severokorejských zajatců. Osud válečných zajatců nakonec vyřešila komise tzv. neutrálních zemí (Polsko, Československo, Švýcarsko a Švédsko), která dospěla k závěru, že zajatci buď mohou zůstat tam, kde jsou, nebo odejít do druhé země.[zdroj?]
Jednalo se však pouze o upevnění příměří mezi oběma zeměmi, nikoliv o řádnou mírovou smlouvu. Příměří bylo uzavřeno již v lednu 1951. Smlouva definovala demarkační linii mezi oběma státy (která bývá často mylně vymezována 38. rovnoběžkou) a také vznik demilitarizované zóny, oddělující oba státy. Nově vytyčená hranice byla výhodná spíše pro Jižní Koreu, která získala území, obsazené dosud severokorejskými a čínskými vojsky.
Od roku 1953 se uskutečnilo několik (avšak neúspěšných) pokusů nahradit tento dokument skutečnou mírovou smlouvou mezi oběma Korejemi. Severní Korea již několikrát během své existence varovala, že smlouvu poruší, že se jí necítí vázána, či ji vypoví, a to v letech 1994, 1996, 2003, 2006, 2009, a naposledy při zostření vzájemných korejských vztahů v roce 2013.